# Kilian Fleischer
Kilian Josef Fleischer (* 1985 in Fulda) ist ein deutscher Klassischer Philologe (Gräzist) und Papyrologe.
Neben einem 2010 mit dem Diplom abgeschlossenen Studium der Betriebswirtschaft studierte Fleischer gleichfalls an der Universität Würzburg Lateinische und griechische Philologie.z Ein Auslandsjahr verbrachte er 2008/2009 an der Faculty of Classics der Universität Oxford. Das erste Staatsexamen legte er 2010/2011 in Würzburg ab. Promoviert wurde er ebendort 2015 mit einer Dissertation unter dem Titel Dionysios von Alexandria, De natura (περὶ φύσεως). Übersetzung, Kommentar und Würdigung. Mit einer Einleitung zur Geschichte des Epikureismus in Alexandria. 
Nach einem Aufenthalt als Research Assistant in Papyrologie an der Universität Oxford (2016) war er Marie-Curie-Fellow in Neapel und arbeitete zu Papyri aus Herculaneum (2016–2018). Nach einem erneuten Aufenthalt an der Universität Oxford (2018) leitete er ein eigenes DFG-Projekt zum Index Academicorum des hellenistischen Philosophen Philodem, einer auf Papyrus überlieferten Geschichte der Platonischen Akademie (2019–2023). Mit einer kommentierten Neuedition dieser Schrift, die spektakuläre neue Informationen unter anderem zu Platons Grab enthält, wurde er 2023 an der Universität Würzburg habilitiert und ist nunmehr Privatdozent. Eine weitere Arbeit ist den Chronika des Apollodor von Athen gewidmet.
Seit 2024 arbeitet Fleischer im Rahmen eines weiteren eigenen, an der Universität Tübingen angesiedelten DFG-Projekts an einer Edition des Index Stoicorum des Philodem, einer Geschichte der Stoa, und betreut ein weiteres Projekt zu den Herkulanischen Papyri. Seit 2025 ist er Akademischer Rat auf Lebenszeit an der Universität Tübingen am Lehrstuhl Gräzistik. 
In seiner papyrologischen Arbeit wendet Fleischer modernste Verfahren der Bildgebung und der Künstlichen Intelligenz an, um insbesondere verkohlte Papyri wieder lesbar zu machen.

## Schriften (Auswahl)
- (Hrsg. mit Christian Vassallo und Pia De Simone): Brill’s companion to Crantor of Soli (= Brill’s companions to philosophy, 9). Brill, Leiden 2024, ISBN 9789004708761.
- Dionysios von Alexandria, De natura (περὶ φύσεως) – Übersetzung, Kommentar und Würdigung. Mit einer Einleitung zur Geschichte des Epikureismus in Alexandria. Brepols, Turnhout 2016.
- The Original Verses of Apollodorus’ Chronica. Edition, Translation and Commentary on the First Iambic Didactic Poem in the Light of New Evidence. De Gruyter, Berlin 2020.
- Die Papyri Herkulaneums im Digitalen Zeitalter. Neue Texte durch neue Techniken – eine Kurzeinführung. De Gruyter, Berlin 2021. – Rezension von Nicola Reggiani, Bryn Mawr Classical Review 2023.01.40
- Philodem, Geschichte der Akademie. Einführung, Ausgabe, Kommentar. (= Papyri Graecae Herculanenses, Band 1). Brill, Leiden 2023. – Rezension von Antonio Iacoviello, in: sehepunkte.de 2024/05.